# Peptid a-N-acetiltransferaza
Peptid a--acetiltransferaza (EC 2.3.1.88, beta-endorfinska acetiltransferaza, peptidna acetiltransferaza, proteinska N-terminalna acetiltransferaza, NAT, Nalfa-acetiltransferaza, enzim amino-terminalne amino kiselinske acetilacije, acetil-KoA:peptid alfa-N-acetiltransferaza) je enzim sa sistematskim imenom acetil-KoA:peptid Nalfa-acetiltransferaza. Ovaj enzim katalizuje sledeću hemijsku reakciju
acetil-KoA + peptid {\displaystyle \rightleftharpoons } KoA + Nalfa-acetilpeptid
Ovaj enzim acetiluje N-terminalni alanin, serin, metionin i glutamatne ostatake u brojnim peptidima i proteinima, uključujući beta-endorfine, kortikotropine i melanotropin, cf. EC 2.3.1.108 alfa-tubulin N-acetiltransferaza.

## Literatura
- Nicholas C. Price; Lewis Stevens (1999). Fundamentals of Enzymology: The Cell and Molecular Biology of Catalytic Proteins (Third изд.). USA: Oxford University Press. ISBN 019850229X.
- Eric J. Toone (2006). Advances in Enzymology and Related Areas of Molecular Biology, Protein Evolution (Volume 75 изд.). Wiley-Interscience. ISBN 0471205036.
- Branden C; Tooze J. Introduction to Protein Structure. New York, NY: Garland Publishing. ISBN 0-8153-2305-0.
- Irwin H. Segel. Enzyme Kinetics: Behavior and Analysis of Rapid Equilibrium and Steady-State Enzyme Systems (Book 44 изд.). Wiley Classics Library. ISBN 0471303097.
- William P. Jencks (1987). Catalysis in Chemistry and Enzymology. Dover Publications. ISBN 0486654605.

## Spoljašnje veze
- Peptide+alpha-N-acetyltransferase на 